# Kivukonflikten
Kivukonflikten är en väpnad konflikt i Kivu i Kongo-Kinshasa mellan Kongo-Kinshasas militär och tutsirebeller ledda av Laurent Nkunda. Konflikten började 2004. Den 23 januari 2008 slöts fred. Demokratiska styrkorna för Rwandas befrielse deltog inte i fredssamtalen, och så gjorde inte heller Rwandas regering.
I oktober 2008 blossade konflikten upp igen, trots fredsavtalet i januari samma år.